# Maarheeze vasútállomás
Maarheeze vasútállomás egy hollandiai vasútállomás, Maarheeze városában.

## Vasútvonalak
Az állomást az alábbi vasútvonalak érintik:
- Eindhoven–Weert-vasútvonal

## Kapcsolódó állomások
A vasútállomáshoz az alábbi állomások vannak a legközelebb:
- Heeze vasútállomás (északnyugat)
- Weert vasútállomás (délkelet)